# Rachicerus miyatakei
Rachicerus miyatakei är en tvåvingeart som beskrevs av Akira Nagatomi 1970. Rachicerus miyatakei ingår i släktet Rachicerus och familjen vedflugor.
Artens utbredningsområde är Thailand. Inga underarter finns listade i Catalogue of Life.